# Saran (Loiret)
Saran ist eine französische Gemeinde mit 16.866 Einwohnern (Stand 1. Januar 2022) im Département Loiret in der Region Centre-Val de Loire.

## Geografie
Die Kleinstadt befindet sich etwa fünf Kilometer nördlich – und damit schon im direkten Einzugsgebiet – von Orléans sowie 105 Kilometer südlich von Paris. Saran liegt am Rand des Naturparks Forêt d’Orléans.
Nachbargemeinden sind Cercottes, Chanteau, Fleury-les-Aubrais, Orléans, Saint-Jean-de-la-Ruelle, Ingré, Ormes und Gidy.

## Geschichte
Durch Saran führt die ehemalige Versuchsstrecke des Aérotrain d’Orléans, ein Projekt einer Luftkissenbahn, das zwischen 1965 und 1974 verfolgt wurde.

## Bevölkerungsentwicklung
| Jahr                       | 1962 | 1968 | 1975 | 1982   | 1990   | 1999   | 2011   | 2018   |
| Einwohner                  | 4386 | 5749 | 8757 | 10.104 | 13.436 | 14.797 | 15.200 | 16.344 |
| Quellen: Cassini und INSEE |      |      |      |        |        |        |        |        |

## Wirtschaft
In Saran stehen ein Motorenwerk mit Entwicklung von John Deere und das erste Logistikzentrum für Frankreich des Internet-Versandhändlers Amazon.

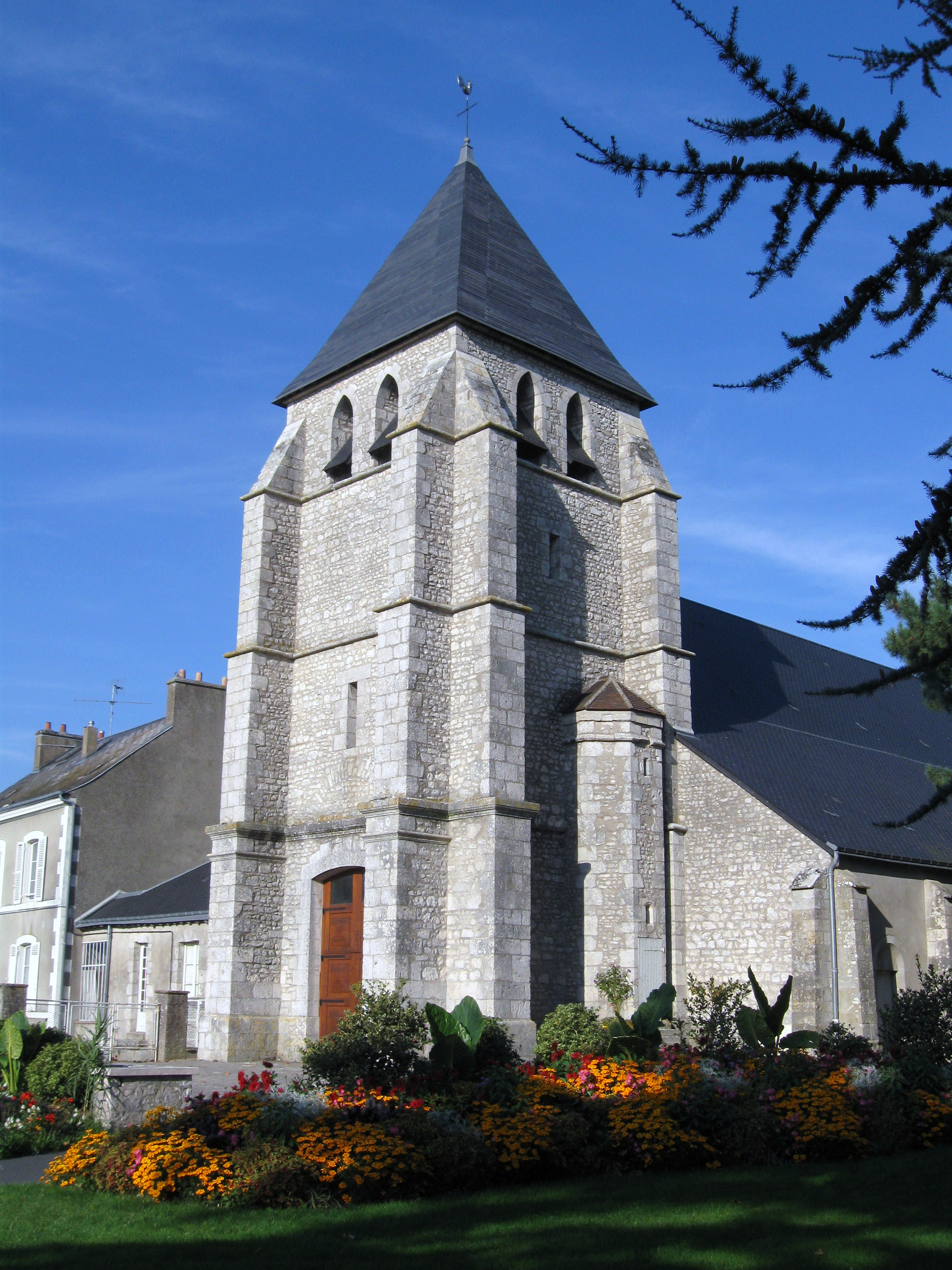
Kirche Saint-Martin
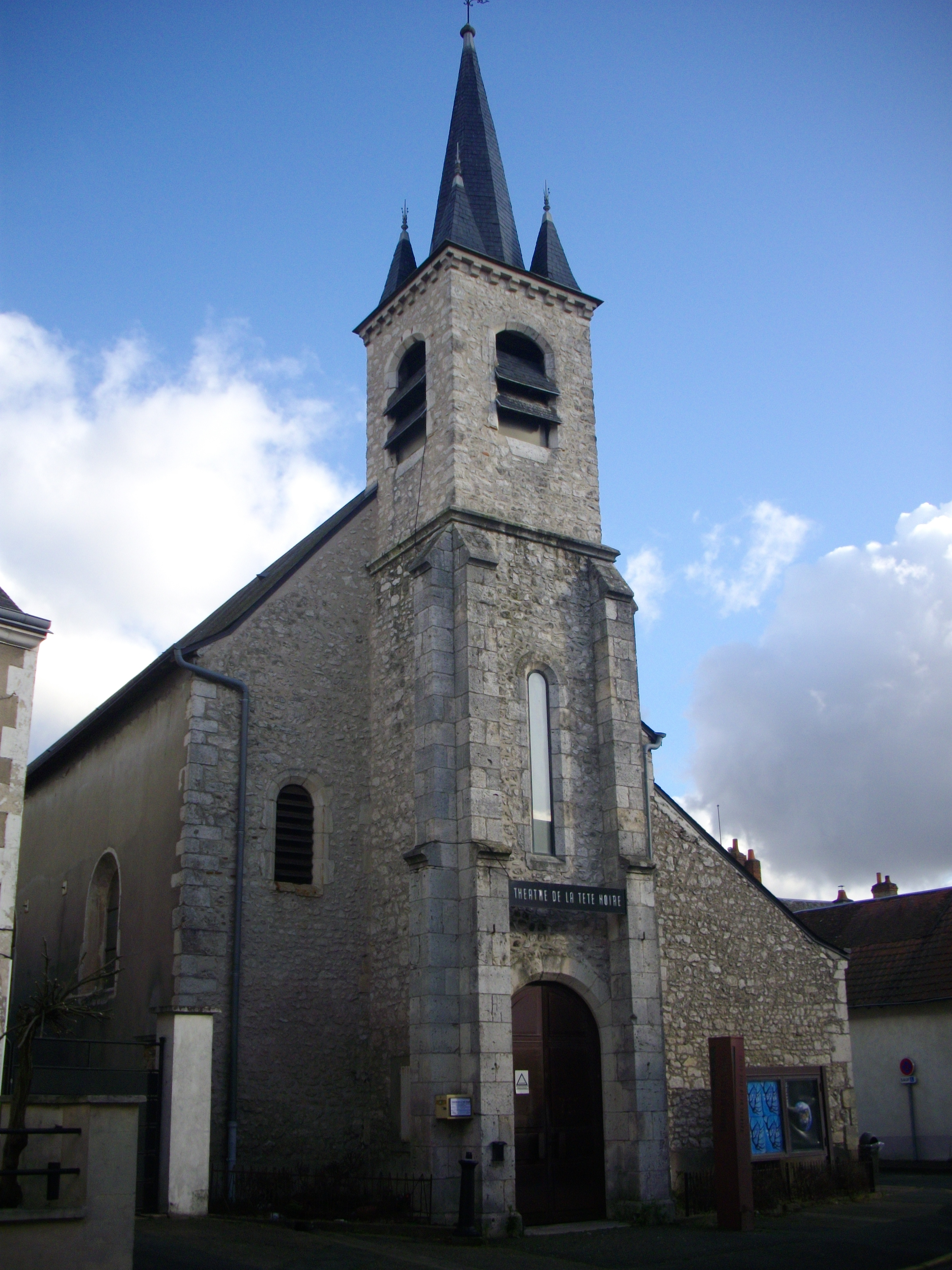
Kapelle Notre-Dame-des-Aydes